# 조화 평균
수학에서 조화 평균(調和平均)은 주어진 수들의 역수의 산술 평균의 역수를 말한다. 평균적인 변화율을 구할 때에 주로 사용된다. 실수 a1, ..., an이 주어졌을 때, 조화 평균 H는
{\displaystyle H={\frac {n}{{\frac {1}{a_{1}}}+{\frac {1}{a_{2}}}+\cdots +{\frac {1}{a_{n}}}}}}
로 주어진다.

## 예
경우에 따라서 조화 평균이 정확한 평균치를 돌려준다. 예를 들어, 전체 거리의 절반을 40km/h의 속도로 달리고, 남은 절반을 60km/h로 달렸다면, 평균 속력은 40과 60의 조화 평균인 48km/h가 된다. 이동하는데 전체 거리를 48 km/h의 속력으로 달린 경우와 같은 시간이 걸렸기 때문이다. (만약 전체 "시간"의 절반씩을 달렸다면, 평균 속력은 산술 평균인 50km/h가 된다.)

## 두 수의 조화 평균
두 수가 주어졌을 때, 두 수의 조화 평균은 다음 식으로 간단히 정리된다.
{\displaystyle H={\frac {{2}{a_{1}}{a_{2}}}{{a_{1}}+{a_{2}}}}.}
이때, 산술 평균
{\displaystyle A={\frac {{a_{1}}+{a_{2}}}{2}}}
과 기하 평균
{\displaystyle G={\sqrt {{a_{1}}\cdot {a_{2}}}}}
에 대해 조화 평균은
{\displaystyle H={\frac {G^{2}}{A}}}
의 관계식이 성립한다.

## 산술기하부등식
- 멱평균
- 조화수
- 기하 평균
- 산술 평균
- 절대부등식